# Astor (Schiff)
Die Astor war ein bei der HDW in Kiel gebautes Kreuzfahrtschiff. Es wurde 1987 in Dienst gestellt und 2020 verschrottet.

## Geschichte

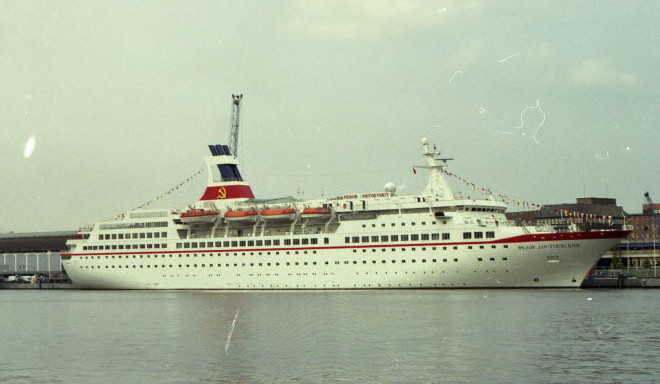
Die Fedor Dostoevskiy in Kiel (um 1990)

Die Astor wurde 1987 für die HADAG als Nachfolgeschiff für das kurz zuvor an Safmarine verkaufte, gleichnamige Schiff in Fahrt gebracht. 1988 wurde es an die sowjetische Black Sea Shipping Company verkauft und war vom 3. Oktober 1988 bis zum 30. November 1995 unter dem Namen Fedor Dostoevskiy im Einsatz. Von 1996 bis November 2009 fuhr die Astor in Charter für Transocean Tours.
Im Winter 2009/2010 wurde die Astor auf der Lloyd-Werft in Bremerhaven umgebaut. Nach der Insolvenz des langjährigen Charterers Transocean Tours fuhr sie ab dem 1. Juni 2010 für die von der Premicon AG neu aufgebaute Transocean Kreuzfahrten GmbH & Co KG. Eigentümer des Schiffes war bereits davor die Premicon AG.

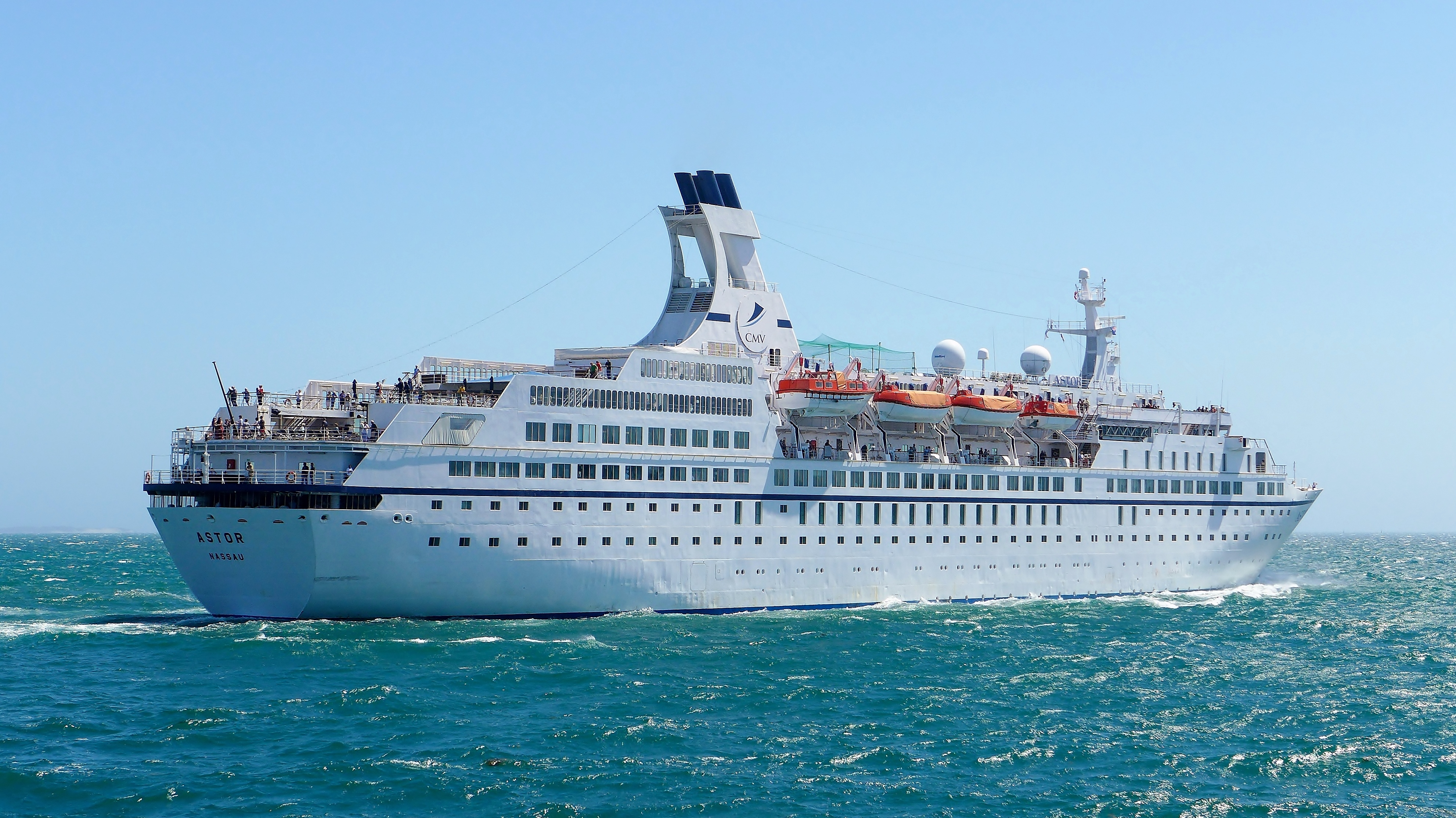
Das Heck der Astor

Nachdem das britische Unternehmen Cruise & Maritime Voyages (CMV) Ende 2013 das Schiff bereits für drei Wintersaisons gechartert hatte, wurde Anfang 2014 bekanntgeben, dass CMV Transocean als deutsche Marke in das eigene Unternehmen integriert wird. Damit übernahm CMV ab der Saison 2014 auch die Sommercharter der Astor.
Im Oktober 2014 stellte sich heraus, dass die Betreibergesellschaft die offenen Forderungen der Besatzung sowie von zwei Bunkerlieferanten und auch der Werft nicht aus eigener Kraft zahlen kann. Die Internationale Transportarbeiter-Föderation und auch einer der Bunkerlieferanten wollten das Schiff wegen der offenen Forderungen an die Kette legen. Finanzielle Unterstützung kam von der Global-Group Piräus, die zugleich die Muttergesellschaft der CMV ist. Die Vorschüsse sollten mit den Charterraten im Winter verrechnet werden. Am 7. November 2014 meldete die Betreibergesellschaft des Schiffes Insolvenz an.
Am 15. Dezember 2014 kaufte der bisherige Charterer, die Global Maritime Group, die Muttergesellschaft der CMV, die Astor von der insolventen bisherigen Betreibergesellschaft Premicon Hochseekreuzfahrt GmbH & Co. KG MS „Astor“ (Premicon AG). 2021 sollte das Schiff den deutschen Markt verlassen und fortan von CMV auf dem französischen Markt als Jules Verne eingesetzt werden. Jedoch meldete der britische Mutterkonzern am 20. Juli 2020 Insolvenz an. Daraufhin wurde die Astor im Oktober 2020 für 1,71 Mio. US-Dollar zum Abbruch an das Unternehmen BMS Gemi Geri Donusum Sanayi ve Ticaret versteigert. Sie traf am 21. November 2020 auf Reede vor Aliağa ein und wurde am 23. November 2020 zum Abbruch gestrandet. Die Verschrottung wurde im März 2021 abgeschlossen.

## Trivia
Die Astor wird häufig mit einem anderen Schiff verwechselt. Unter dem damaligen Namen Astor wurde von 1983 bis 1984 die spätere Pearl II in der Fernsehserie „Das Traumschiff“ eingesetzt. Hauptursache für die häufige Verwechslung ist, dass Safmarine die zweite Astor als nahezu baugleiches Schiff als Nachfolger für die erste Astor (Pearl II) bauen ließ und bei der Indienststellung des neuen Schiffes den etablierten Namen beibehielt. Das bei HDW in Hamburg gebaute ältere Schiff ähnelte der 1987 fertiggestellten Astor äußerlich stark, war aber 12 Meter kürzer und die Rettungsboote waren größtenteils offen.
Der 2015 erschienene Roman des Schriftstellers Alban Nikolai Herbst mit dem Titel Traumschiff, der inhaltlich nichts mit der gleichnamigen Fernsehserie zu tun hat, spielt auf der 1987 in Dienst gestellten und 2020 verschrotteten Astor. 
In dem US-amerikanischen Thriller Ronin ist die Astor in einer kurzen Einstellung im Hafen von Nizza zu sehen.